# Формула-1 — Гран-прі Емілії-Романьї
Гран-прі Емілії-Романьї — один з етапів чемпіонату світу з автоперегонів у класі Формула-1. Вперше пройшов на Автодромі Енцо та Діно Феррарі в Імолі в 2020 році.

## Історія

### 2020
На тлі пандемії COVID-19 у 2020 році ряд раніше запланованих перегонів було скасовано. До переглянутого календаря був доданий Гран-прі Емілії-Романьї, спочатку призначений як "разовий" етап. Використовувався дводенний формат вихідного дня з лише одним тренуванням у суботу.  Перше місце у кваліфікаціі посів Вальттері Боттас з команди Мерседес, а його напарник по команді Льюїс Гамільтон виграв гонку.

### 2021
Незважаючи на те, що роком раніше планувалося провести гран-прі як одноразовий захід, через тривалий характер пандемії COVID-19 Гран-прі Емілії-Романьї повернувся у 2021 році, замінивши перенесений Гран-прі Китаю. Льюїс Гамільтон посів поул-позишн, а Макс Ферстаппен здобув перемогу  у драматичній гонці з дощем.

## Офіціфні назви
- 2020: Emirates Gran Premio dell'Emilia Romagna[9]
- 2021: Pirelli Gran Premio del Made in Italy e dell'Emilia Romagna[10]
- 2022: Formula 1 Rolex Gran Premio Del Made In Italy E Dell'emilia-Romagna 2022[11]
- 2024: Formula 1 MSC Cruises Gran Premio Del Made In Italy E Dell'emilia-Romagna 2024[12]
- 2025: Formula 1 AWS Gran Premio Del Made In Italy E Dell'emilia-Romagna 2025[13]

## Переможці Емілії-Романьї

### Багаторазові переможці

#### Пілоти
Жирним шрифтом виділені пілоти, які беруть участь в поточному сезоні чемпіонату Формули-1.
| Кількість перемог | Пілот           | Рік                    |
| ----------------- | --------------- | ---------------------- |
| 4                 | Макс Ферстаппен | 2021, 2022, 2024, 2025 |

#### Конструктори
Жирним шрифтом виділені команди, які беруть участь в поточному сезоні чемпіонату Формули-1.
| Кількість перемог | Конструктор     | Рік                    |
| ----------------- | --------------- | ---------------------- |
| 4                 | Red Bull Racing | 2021, 2022, 2024, 2025 |

### По роках
| Рік  | Пілот                                   | Конструктор                             | Траса                                   | Звіт |
| ---- | --------------------------------------- | --------------------------------------- | --------------------------------------- | ---- |
| 2025 | Макс Ферстаппен                         | Ред Булл - RBPT                         | Автодром Енцо та Діно Феррарі           | Звіт |
| 2024 | Макс Ферстаппен                         | Ред Булл - RBPT                         | Автодром Енцо та Діно Феррарі           | Звіт |
| 2023 | Скасовано через повені в Емілії-Романьї | Скасовано через повені в Емілії-Романьї | Скасовано через повені в Емілії-Романьї | Звіт |
| 2022 | Макс Ферстаппен                         | Ред Булл - RBPT                         | Автодром Енцо та Діно Феррарі           | Звіт |
| 2021 | Макс Ферстаппен                         | Red Bull Racing                         | Автодром Енцо та Діно Феррарі           | Звіт |
| 2020 | Льюїс Гамільтон                         | Mercedes                                | Автодром Енцо та Діно Феррарі           | Звіт |